# Sieper
Die Sieper GmbH ist ein in Lüdenscheid ansässiger Modell- und Spielzeughersteller, der hauptsächlich für seine Miniaturen aus Metall und Kunststoff bekannt ist. Namhafte Sammelobjekte sind insbesondere die Modelle, meist Fahrzeuge, der Marken Siku (Sieper-Kunststoffe) und Wiking.

## Geschichte
1921 gründete Richard Sieper ein Gießereiunternehmen in Lüdenscheid. Dieses wurde Basis der heutigen Firma Siku. Vor dem Zweiten Weltkrieg wurden hauptsächlich Konsumgüter, wie Besteck oder Aschenbecher gefertigt. Mit dem Aufkommen von thermoplastischen Kunststoffen wurden aus diesen Kleinmöbel wie Badezimmer-Spiegelschränke und Regale produziert. 1943 wurde dazu eine weitere Produktionsstätte in Hilchenbach-Müsen eröffnet. Zum 1. Januar 2008 wurden die Müsener Sieper-Werke an die Riedel KMT GmbH verkauft. Der Firmenname wurde in SieBad GmbH geändert. Diese musste Mitte 2009 Insolvenz anmelden. Das Werk wurde geschlossen. Richard Sieper & Söhne produzierte zudem Ausrüstungsgegenstände für Heer, Luftwaffe und SS. Auf der Rückseite von Koppelschlössern etwa, ist der Produzent durch die Initialen "R.S.&S" wiedergegeben.
Der Aufstieg als Modellspielwaren-Hersteller begann 1950. Siku wurde als Marke eingetragen und gehörte zu den Ausstellern der ersten Nürnberger Spielwarenmesse. Gezeigt wurden erstmals Spielwaren aus Kunststoff. Ab 1951 wurden Spielzeugmodelle, zunächst ausschließlich im Kunststoff-Spritzgussverfahren, gefertigt. 1954 folgten darauf 32 Siku-Modelle im Maßstab 1:60. Die Produktion von Modellen aus Metall begann 1963. Diese werden nach wie vor im Zinkdruckgussverfahren hergestellt.

### 1950er Jahre
Es wurden zunächst Kunststoff-Spielwaren hergestellt, beispielsweise Bauernhöfe oder Tiere. Die ersten Siku-Modellautos im damals für Spielzeug-Modelle durchaus üblichen Maßstab 1:60 wurden im Jahr 1954 aus farbigem Kunststoff produziert. Da den damaligen Artikel-Nummern stets ein V vorangestellt war (Verkehrsmodelle), hat sich die Bezeichnung Plastik-V-Serie entwickelt. Neben den gängigen Fahrzeugmodellen, die in diesen Jahren auf deutschen Straßen zu finden waren, wurden auch amerikanische Straßenkreuzer als Modell hergestellt. Im Innenraum der Fahrzeugmodelle befand sich zur Gewichtserhöhung ein am Fahrgestell befestigter Metallblock. Zu den verschiedenen Arten von Kraftfahrzeugen wie LKW, Anhänger, Krane, Militärfahrzeuge, Busse wurde auch ein äußerst umfangreiches Zubehörprogramm bestehend aus Verkehrszeichen, Figuren, Gebäuden und Straßenplänen sowie ein Modell des Verbandstyp-Straßenbahnwagens angeboten.

### 1960er Jahre
1963 fertigte Siku die ersten Modelle aus Zinkdruckguss unter der auch heute noch verwendeten Bezeichnung Super-Serie. Zur Unterscheidung von neueren Modellen werden die früheren von Sammlern jedoch meist als Metall-V-Serie bezeichnet. Der offizielle Maßstab dieser Modelle lag noch immer bei 1:60, in der Realität jedoch schwankte dieser von Modell zu Modell. Zwar wurden die Fahrzeuge der Plastik-Serie weiter produziert, fielen aber nach und nach aus dem Programm, bis 1969 die Plastik-Serie ganz eingestellt wurde. Auch in der Metall-Serie gab es neben den damals aktuellen Fahrzeugmodellen wieder Exoten wie amerikanische Straßenkreuzer oder Rennwagen.

### 1970er Jahre
1970 präsentierte sich Siku in einem neuen Corporate Design, das von den Farben Violett, Magenta und Orange geprägt war. Zudem wurden PKW-Neuerscheinungen nun einfacher und spielzeughafter gestaltet und bekamen leichtgängigere Räder. Weiter ergänzt wurde das Sortiment durch zerlegbare Gebäude wie eine Garage oder Tankstelle, die jeweils einem Tieflader als Ladung dienten. 1975 kam es zu weiteren Umstellungen. Unter anderem wurden die ehemals dreistelligen Artikel-Nummern vierstellig, weshalb Modelle ab 1975 von Sammlern als 1000er Serie bezeichnet werden. Der offizielle Maßstab wurde auf 1:55 geändert, jedoch gab es auch weiterhin Neuerscheinungen in 1:60 sowie in 1:50. Einige Modelle der Metall-V-Serie wurden in das neue Nummern-Schema übernommen und oftmals, unter anderem durch den Einsatz neuerer Räder, optisch den eigentlichen 1000er Modellen angepasst. Die Serie im Maßstab 1:55 besteht teilweise noch heute.

### 1980er Jahre
Ab 1980 erweiterten Großmodelle im Maßstab 1:27 aus Zinkdruckguss das Sortiment, die besonders zum Spielen draußen gedacht waren. Aber bereits 1984 waren alle Modelle dieser Serie wieder aus dem Verkaufsprogramm verschwunden.
Seit 1983 etablierte sich im Produkt-Portfolio die landwirtschaftlich ausgerichtete Farmer-Serie im Maßstab 1:32; davor gab es in Deutschland nur Farm-Modelle von Britains Ltd. und von Hausser Elastolin, vereinzelt auch von Ertl.
1984 wurde das traditionsreiche Berliner Unternehmen Wiking Modellbau übernommen. Von Wiking werden hauptsächlich detailgetreue Verkehrsmodelle aus Kunststoff im Maßstab 1:87 (Nenngröße H0) und parallel dazu auch in 1:160 (Nenngröße N) gefertigt.

### 1990er Jahre

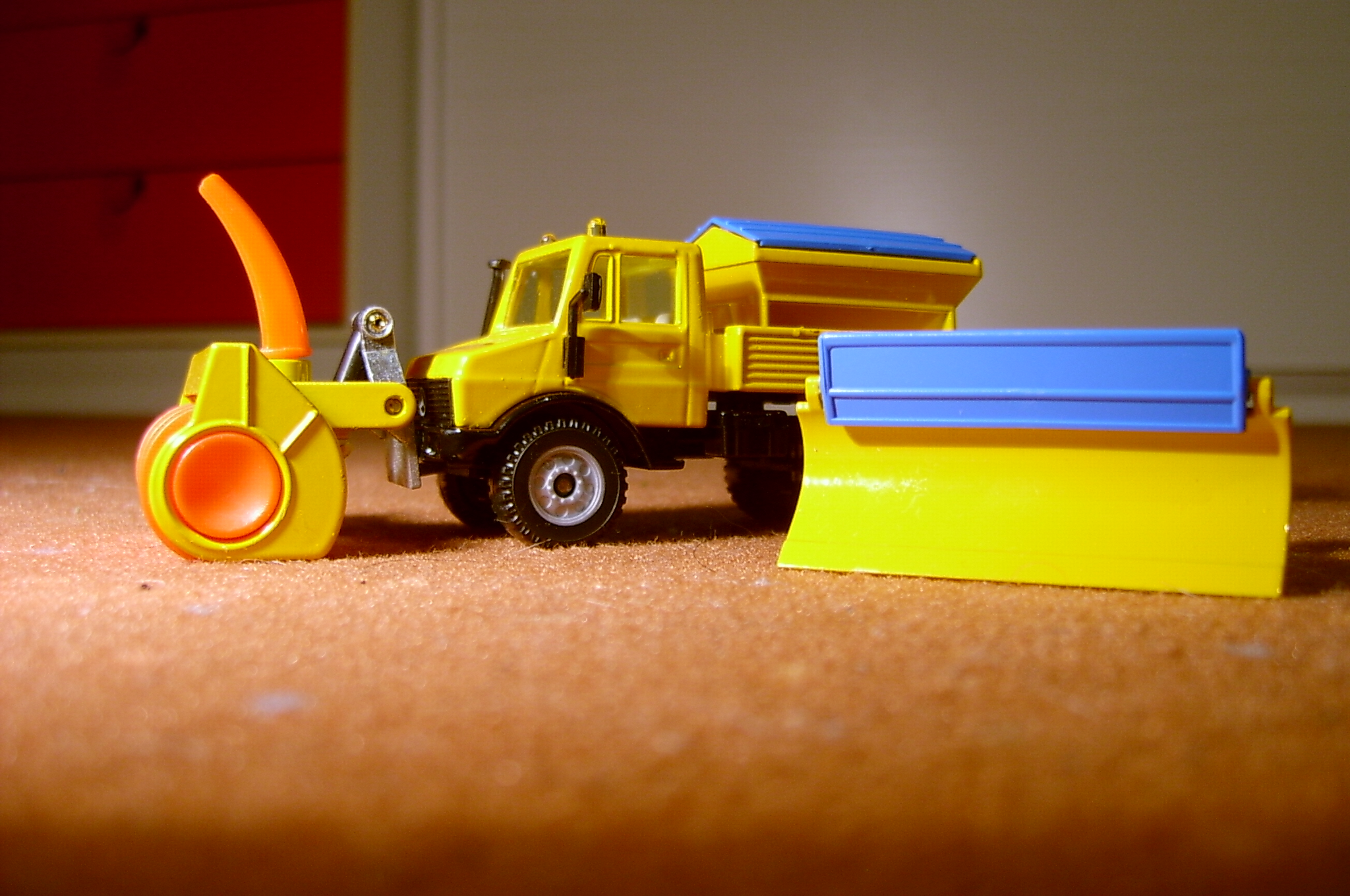
2827 Unimog-Winterdienst (U 1500), 1992 bis 2002 gebaut

1990 führte Siku zwei neue Serien ein. Zum einen die sogenannte Club-Serie, die das Sortiment nach unten hin mit unmaßstäblichen, preisgünstigen Maschinen, Transportern und LKW- und Bus-Modellen abrundete. Zwar wurden diese Modelle bereits 1993 in die Super-Serie integriert und somit die eigene Serien-Bezeichnung aufgegeben, gepflegt wird die Serie unmaßstäblicher Modelle aber heute noch.
Weniger erfolgreich hingegen war die Special-Serie, die aus Fahrzeugen der Maßstäbe 1:55 und 1:32 bestand, die um besondere Funktionen, wie zum Beispiel Signalhorn und Blinklicht, ergänzt wurden. Bereits 1994 war diese Serie wieder vollständig verschwunden.
Die 1992 gestartete 1:43-Serie, welche es lediglich auf zwei verschiedene PKW-Typen brachte, blieb genauso erfolglos, wie der Versuch, sich wieder im Bereich der Flugzeugmodelle zu etablieren.
Die PKW-Modelle der Super-Serie erhielten ab 1993 teilweise mehr Detaildrucke. Zudem wurden bei neuen Modellen Bodenplatten aus Kunststoff zum Standard, wodurch die Modelle leichter wurden. Im gleichen Jahr wurde das Firmenlogo erneut geändert. An der Stelle des mit den Regenbogenfarben umrandeten weißen Kreises mit schwarzer Schrift stand nun ein roter Kreis mit weißer Inschrift.
Während die Produktion der Blister-Modelle bereits zu Beginn der 1990er Jahre nach China ausgelagert wurde, unterstützt seit 1995 der zweite Produktionsstandort in Złotoryja, Polen die Produktion in Lüdenscheid. Im gleichen Jahr wurde auch ein Logistikzentrum mit vollautomatischem Hochregallager in Lüdenscheid gebaut.
1998 präsentierte Siku mit der Junior-Serie erneut Großmodelle für den Outdoor-Spielbetrieb. Dieses Mal waren die Modelle jedoch aus Kunststoff gefertigt. Bis 2006 verschwand jedoch auch diese Serie wieder vom Markt.

### 2000er Jahre
Zu Beginn der 2000er Jahre wurden vorerst hauptsächlich neue Baufahrzeuge, später aber auch zunehmend LKW-Modelle und Transporter nur noch im weit verbreiteten Maßstab 1:50 entwickelt. Zudem ermöglicht die auch für größere Modelle nach und nach einsetzende China-Produktion mehr Detail-Drucke. Bei den PKW-Modellen gibt es immer größer werdende Schwankungen zwischen den Maßstäben 1:70 und 1:50, um die Modelle an die einheitliche Größe der Blister-Verpackung anzupassen.
Erstmals bot Siku 2001 unter der Super-Serie Blister-Modelle im H0-Maßstab 1:87 an. 2003 wurde das Sortiment um teurere Faltkarton-Modelle erweitert, die unter der neuen Serien-Bezeichnung M87 liefen. Seit 2007 werden die Modelle im H0-Maßstab wieder vollständig der Super- bzw. Farmer-Serie zugeordnet.
Im Jahr 2002 erschienen erstmals mit der Farmer-Classic-Serie historische Traktormodelle. Bis 2008 wurden die verschiedensten Traktoren, Anhänger und Anbaugeräte, die früher das Landleben prägten, im Maßstab 1:32 umgesetzt. Aufgrund zu geringer Nachfrage wurde die Serie schließlich eingestellt und die einzelnen Modelle werden nach und nach aus dem Sortiment gestrichen. 
Ein gänzlich neues Feld betrat Siku mit der Control-Serie im Jahr 2004. Dabei handelte es sich um zunächst infrarot-gesteuerte Traktoren und Anhänger. Ab 2007 wurde die Funkfernsteuerung zum Standard. Auch LKW-Modelle und zuletzt ein Raupenbagger wurden ins Sortiment aufgenommen.

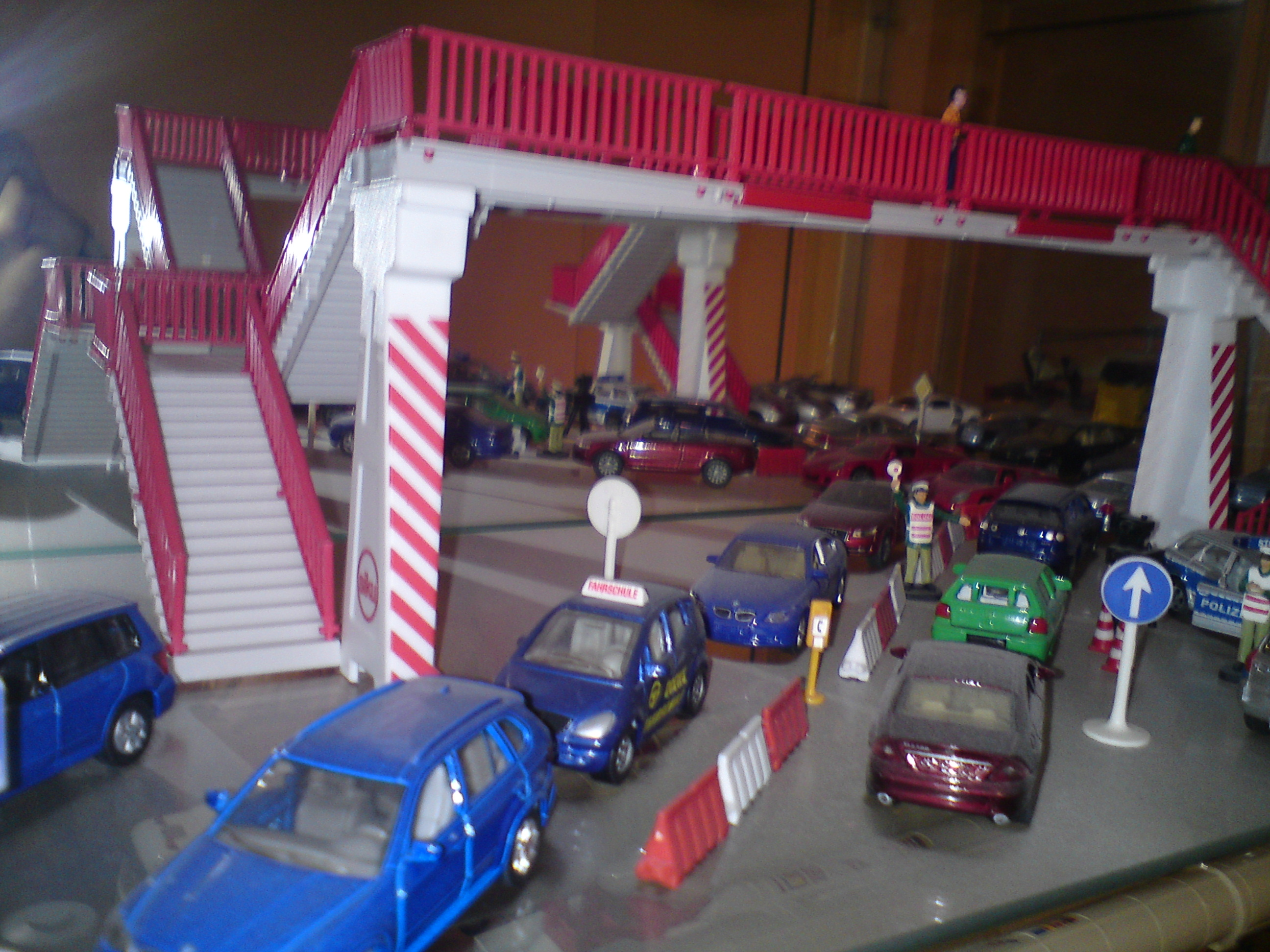
Siku-Super-Sortiment der letzten Jahrzehnte

2005 wurde die Super-Classic-Serie eingeführt, deren Modelle bereits ausschließlich im Maßstab 1:50 gefertigt wurden. Mit dem letzten Fahrzeug im Neuheiten-Jahr 2008 brachte es die Serie bis zu ihrer Einstellung nur auf drei LKW-Modelle, die nun nach und nach aus dem Programm gestrichen werden. Parallel zu den LKW-Modellen wurden ab 2007 auch historische PKW-Modelle umgesetzt, jedoch kam es hier ebenso nur zu drei Modellen. 
Ab 2006 werden analog zur ehemaligen Club-Serie einfach konstruierte PKW-Modelle hergestellt, die den Matchbox- und Hot-Wheels-Spielzeugautos ähneln. Obwohl auch diese realen Vorbildern nachempfunden sind, werden sie ohne Lizenz hergestellt und unterschieden sich dementsprechend in Proportionen und kleinen Details von den Originalen und tragen fiktive Bezeichnungen. Seit 2009 erschienen aber auch in diesem Bereich keine Neuheiten mehr.
2007 eröffnete Siku schließlich eine eigene Fertigungsstätte in China, um nach eigenen Angaben der weltweit wachsenden Nachfrage an Siku-Modellen gerecht zu werden.

### 2010er Jahre
Mit der Einführung der Farmer-Serie für den Maßstab 1:50 gab es 2010 erstmals seit den 1990er Jahren wieder Traktoren für den Maßstab 1:55/1:50. Auch Schiffsmodelle im Maßstab 1:1400 und einfache Schiebe-Eisenbahnmodelle in 1:120 (Nenngröße TT, allerdings stark verkürzt) fanden ab 2010 langsam Einzug ins Sortiment. Der Bereich der Eisenbahnmodelle wird jedoch bereits seit 2013 nicht mehr gepflegt.
Am 27. Juni 2012 wurde die Siku/Wiking-Modellwelt in Lüdenscheid eröffnet, in der auf ca. 500 m² über 3500 Ausstellungsstücke gezeigt wurden. Diese musste nach über einem Jahrzehnt aus wirtschaftlichen Gründen am 9. Dezember 2024 schließen.
Auf der Internationalen Spielwarenmesse in Nürnberg 2013 wurde die neu vorgestellte Racing-Serie mit dem ToyAward und dem Trader’s Favourite ausgezeichnet. Dabei handelt es sich um spurungebundene fernsteuerbare Rennwagen im Maßstab 1:43. 2013 wurde auch das Spielsystem World herausgebracht. Hier können mit verschiedenen bedruckten Grundplatten Spielwelten aufgebaut und mit Siku-Modellen in verschiedenen Maßstäben bespielt werden.
Ein weiteres Werk in Polen wurde 2016 in Betrieb genommen.

## Unternehmensstruktur

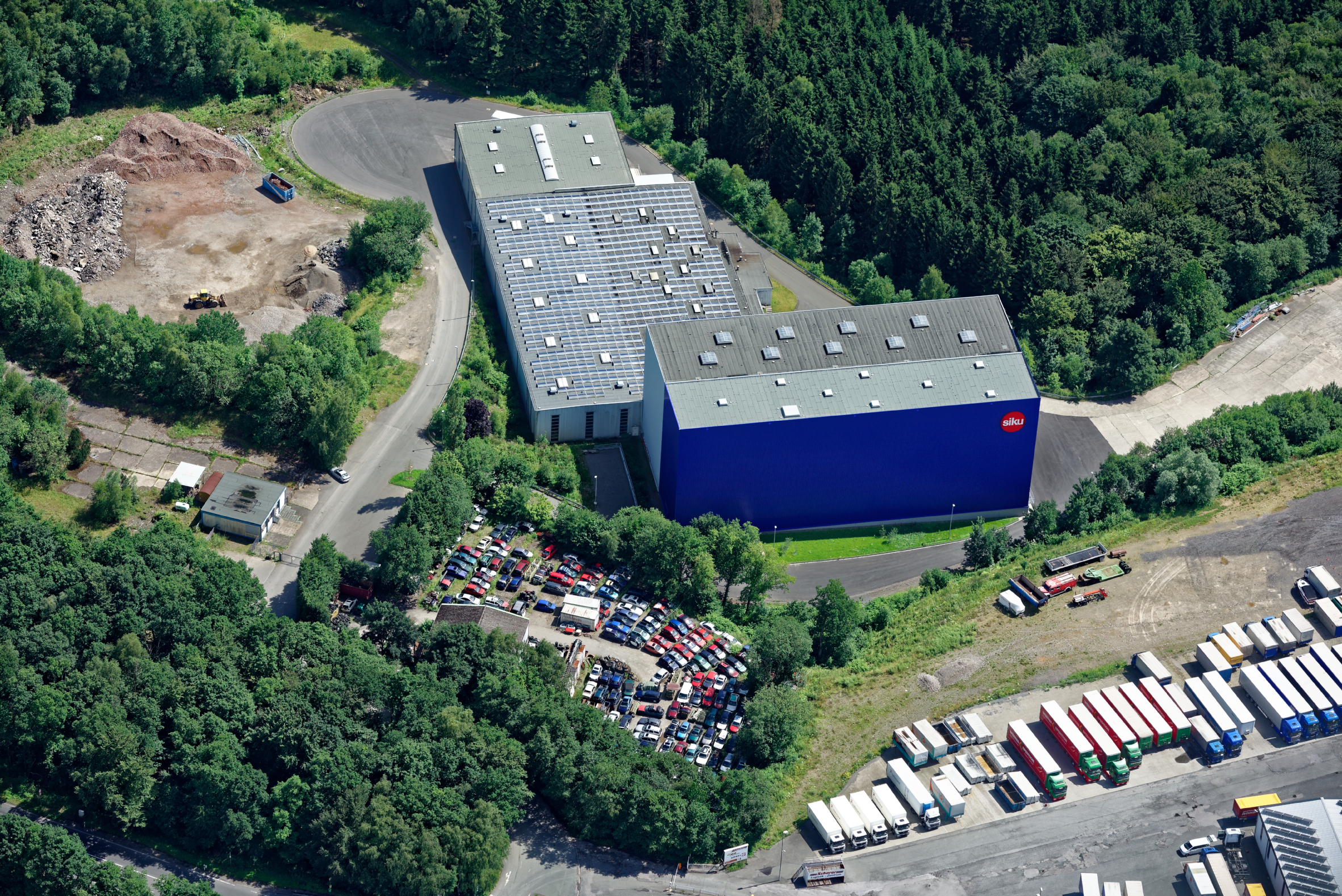
Werksteil

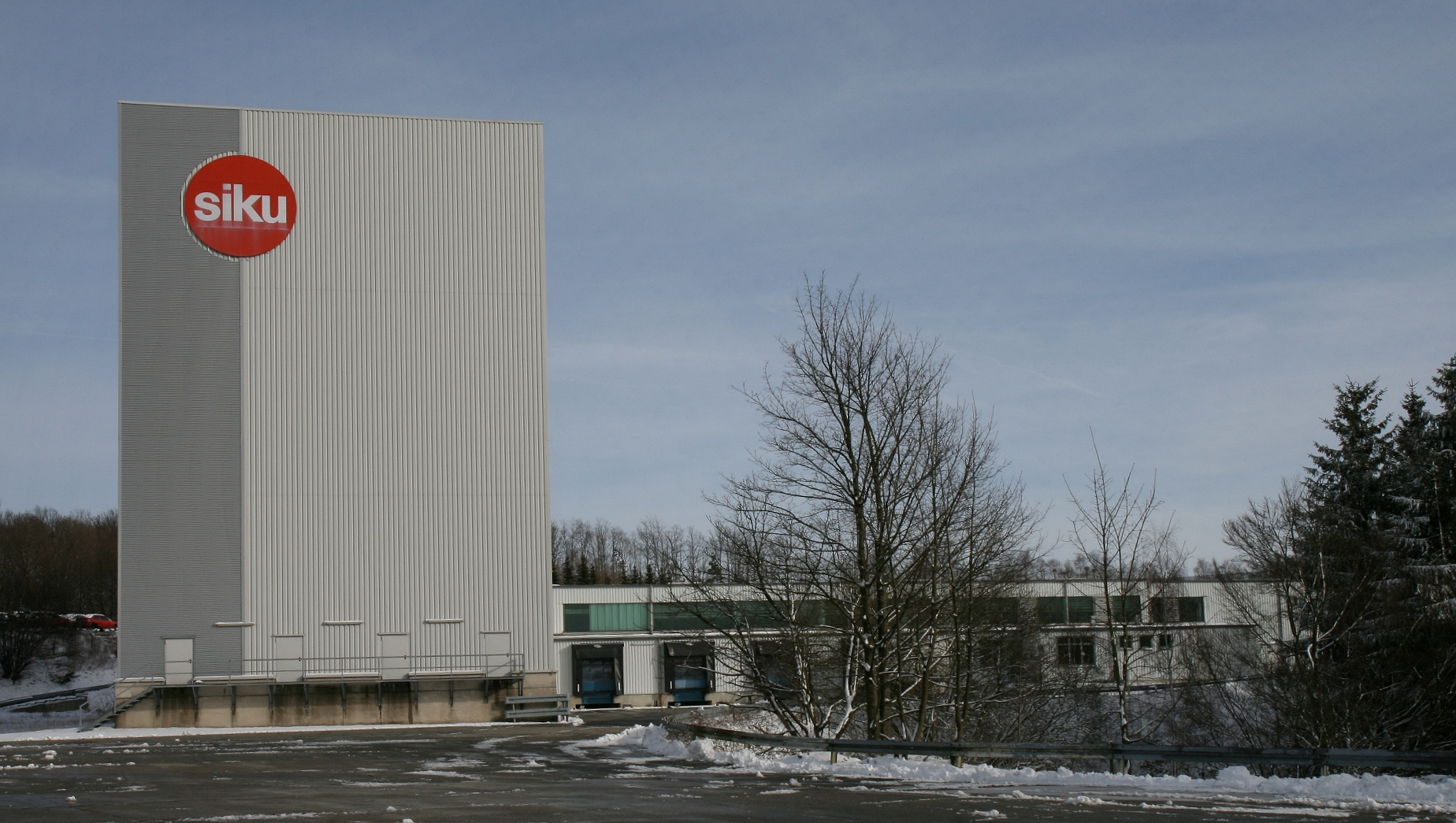
Lagergebäude

- Sieper Lüdenscheid GmbH & Co. KG, Lüdenscheid
  - Sieper GmbH, Lüdenscheid, SIKU Spielzeugmodelle aus Metall und Kunststoff, verschiedene Maßstäbe
  - Wiking-Modellbau GmbH & Co. KG, Lüdenscheid, Verkehrsmodelle aus Kunststoff, Maßstab H0 und N und Fahrzeugmodelle aus Metall und Kunststoff im Maßstab 1:32 (Landwirtschaft) und 1:43 (Feuerwehr)
  - Sicom GmbH, Lüdenscheid, Werbung und Communication
  - Sieper Beteiligungs GmbH, Lüdenscheid
    - Sieper Spółka z.o.o., Złotoryja, Polen
    - Sieper Hardware & Plastic Co., Ltd., Dongguan, China

Obergesellschaft der Sieper-Gruppe ist die Sieper Lüdenscheid GmbH & Co. KG. Diese befindet sich vollständig im Besitz der Familie Sieper. Zehn Einzelgesellschafter halten dabei Anteile zwischen 2,3 % und 19 %.

## Produktsortiment

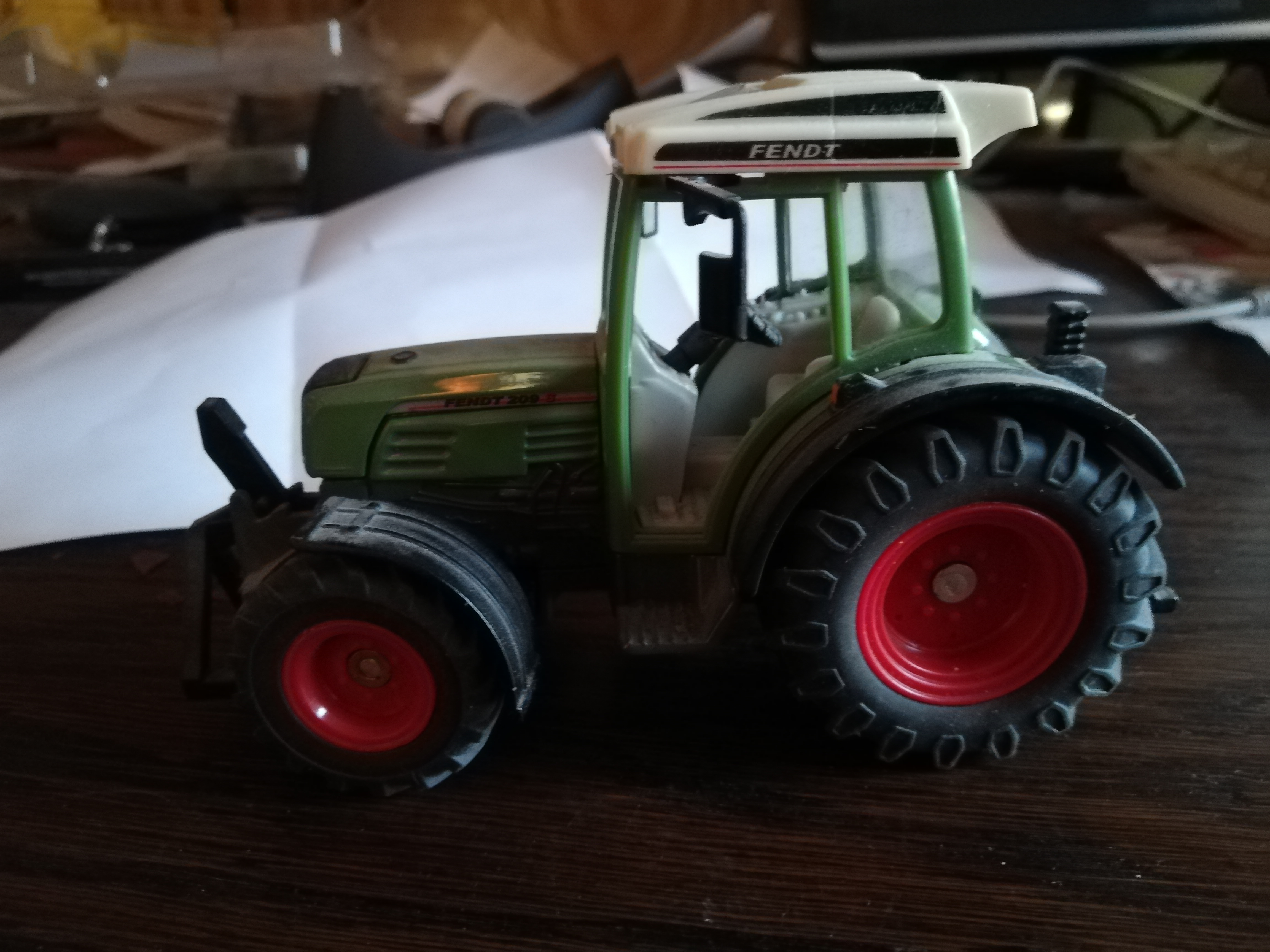
Fendt 209 Modell

Das Produktsortiment umfasst Spielzeugmodelle aus Metall und Kunststoff in diversen Maßstäben und vielfältigen Themen. Die Super-Serie umfasst alle PKW-Modelle und deckt hauptsächlich die Themenbereiche Stadt, Rettung, Baustelle und Sonderfahrzeuge in den Maßstäben 1:87, 1:64, 1:55, 1:50 und 1:32 ab; darüber hinaus gibt es einige preisgünstige Modelle ohne festen Maßstab. Landwirtschaftliche Fahrzeuge (z. B. Traktoren, Erntemaschinen und Anbaugeräte) in den Maßstäben 1:87, 1:50 und 1:32 gehören zur Farmer-Serie. Die Control-Serie umfasst alle fernsteuerbaren Modelle (z. B. Traktoren, LKW und Anbaugeräte) im Maßstab 1:32. Zur Racing-Serie hingegen gehören ferngesteuerte Rennwagen im Maßstab 1:43. Die Rennwagen können frei fahren und sind nicht an Spuren oder Schienen gebunden. Die World-Serie umfasst ein Spielsystem, bei dem aus verschiedenen Grundplatten eine eigene Spielwelt für bestehende Siku-Modelle aufgebaut werden kann. Hier werden die Themenbereiche Stadt, Landwirtschaft und Feuerwehr abgedeckt.

## Siku-Modelle als Sammelobjekt

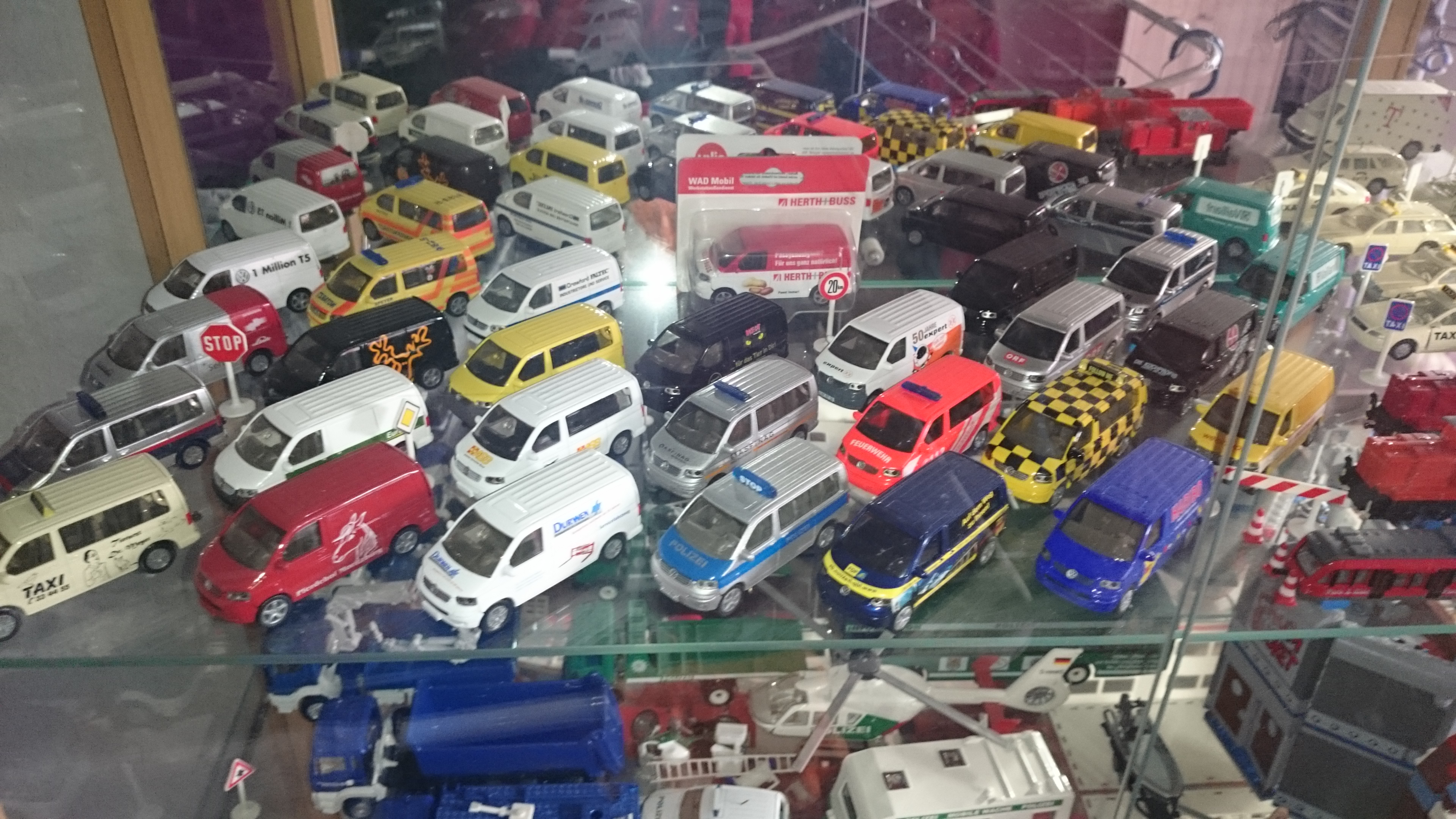
Sammlung verschiedener VW-T5-Modelle

Durch die hohe Qualität und Vorbildtreue in Verbindung mit umfangreichem Zubehör waren die Produkte von Siku von Anfang an bei Sammlern beliebt. Einige Sammler haben sich auf eine bestimmte Serie spezialisiert, zum Beispiel auf die frühen Kunststoff-Modelle, die Super-Serie, Werbemodelle, Exportmodelle oder nur auf die Farmer-Serie. Aber es gibt auch Liebhaber, die nahezu alles sammeln, vom Modell über die Verpackung bis zum Werbematerial. Dies können Kataloge, Preislisten oder Aufkleber und Poster sein. Es finden sich aber auch Handtücher und Golfbälle mit dem Siku-Emblem. 
Neben den normalen Serienmodellen gibt es Modelle, die speziell für ausländische Märkte gefertigt wurden und auch nur in den jeweiligen Ländern zu haben waren. Mit ein Grund dafür, dass frühe Auslandsmodelle heute gesuchte Raritäten sind. Mittlerweile kann man die meisten der aktuellen Exportmodelle auch über den hiesigen Fachhandel erwerben.
Nicht von Sieper selbst gefertigt wurden die Nachbauten der Firma Rei aus Brasilien, die in den 1970er und 1980er Jahren ausgediente Gussformen von Siku bezogen hatte. Diese Modelle sind äußerst selten und sehr begehrt. Ähnlich verhält es sich mit den Nachbauten der ungarischen Firma Metchy, die ebenfalls in den 1980er Jahren Siku-Produkte in neuen Farben und mit der geänderten Bodenprägung Made in Hungary hergestellt hat.
Die oft nur in deutlich geringerer Stückzahl als die Serien- oder Auslandsmodelle gefertigten Werbemodelle genießen bei Sammlern eine besondere Wertschätzung. Es handelt sich dabei um Modelle, die Siku im Auftrag von Kunden und nach deren Vorgaben fertigte. Diese Modelle können einerseits reguläre Serienmodelle sein, die lediglich um den jeweiligen Firmennamen ergänzt wurden, oder andererseits auch aufwändig bedruckte und in Sonderfarben lackierte Modelle, die zudem in besonderen Werbekartons verpackt sein können. Schon von Beginn an gab es bei Siku solche Industrieaufträge, so wurde die Entwicklung der ersten 32 Siku-Modelle der V-Serie mit den Erlösen aus der Produktion von sogenannten Margarine-Werbefiguren verwirklicht. Zwar gab es in allen Siku-Serien bereits Werbemodelle, der breite Durchbruch der Siku-Modelle als Werbeträger kam jedoch erst in den 1980er Jahren. Es wurden vom Pkw bis zum Mähdrescher der Farmer-Serie die verschiedensten Modelle für Firmenjubiläen oder Messen hergestellt. Teilweise hatten sie reale Vorbilder, teilweise waren es Phantasie-Fahrzeuge. Zuvor gab es nur recht wenige Werbemodelle, die heute nicht selten mehrere hundert Euro wert sein können. Einige dieser Modelle sind kaum zu beschaffen, da sie von den Industriekunden nur an Geschäftspartner ausgegeben wurden und/oder die Auflage sehr gering war. Ebenso gibt es aber auch Werbemodelle, deren Auflage bei 10.000 Stück und mehr liegt und die weit unter dem Preis des Serienmodells zu bekommen sind. Dazwischen ist die Vielfalt, aber auch die Preisspanne, sehr groß.

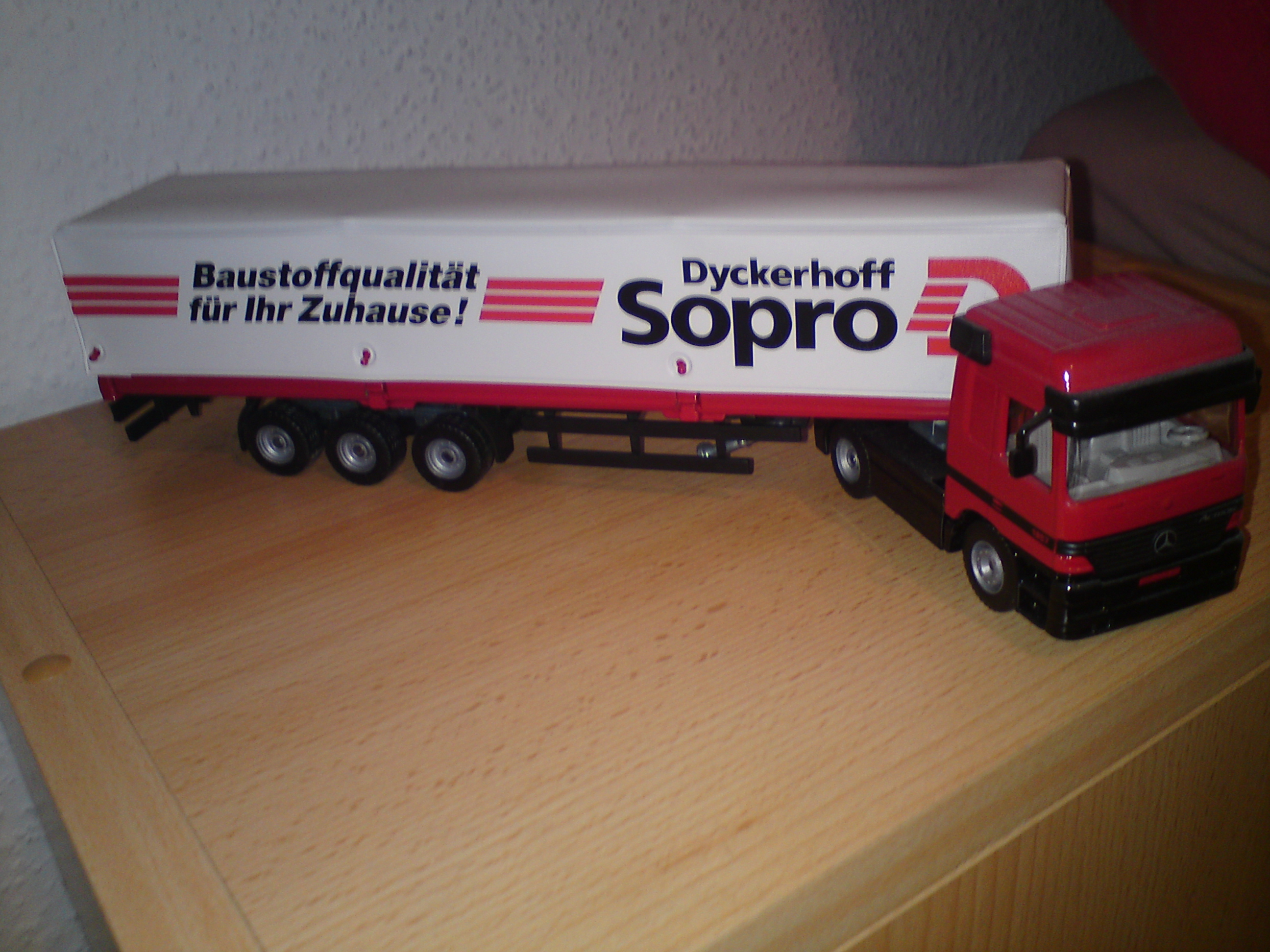
Werbemodell der Firma Dyckerhoff

Siku selbst bietet immer wieder limitierte Sondermodelle zu besonderen Anlässen an, wie zum Beispiel zur IAA. Neben Eigenwerbern handelt es sich dabei mitunter um Modelle der Blackline-Serie. Diese sind zumeist schwarz lackiert, in einem besonderen Karton verpackt und mit entsprechenden Aufdrucken versehen.
Aus einer Sammlung entstand 1999 auch das von Thomas Höing privat geführte Siku-Museum in Stadtlohn, das nahezu die komplette Modellgeschichte der Marke Siku in einer Dauerausstellung präsentiert.